# くすはらゆい
- くすはらゆい
- 楠原ゆい

くすはら ゆいは、日本の女性声優。主にアダルトゲームに出演している。
2014年の半ばごろまでは「楠原ゆい」の表記であったが、現在は全部ひらがなで「くすはらゆい」と改名して活動している。

## 経歴

### 声優になるまで
小さなころから演じることが好きで中学や高校では演劇部にも所属していた。また、小学生のころからアニメに興味があり、見た目や性別に関係なくさまざまなキャラクターを演じられる声優に興味を抱くようになった。
一方、自分は特徴な声でも可愛らしい声でもないので声優になれる素養がないと思っており、声優を目指さずに一般企業の就職活動をしていた。ところがその就職活動の中で最終面接を受けた時に、周りの志望者がその会社に入ってやりたいことや夢をしっかり語るのに対して、自分はその会社に入ってもやりたいことがないと思ってしまい、それなら向いてる向いてないではなく、やりたいことをやったほうがいいと思うようになり、就職活動を辞めてダメ元の気持ちで声優を目指すことにしたという。
その後、くすはらは事務所から提示された契約書にあった「引き受け可能な仕事」のチェックリストのうち、成人向け作品への出演という項目にまるをつけたところ、後日ALL-TiMEの『普通じゃないッ!!』に登場するふたなり少女・白鷺寧々でデビューを果たすこととなった。くすはら自身は抵抗感はなくむしろうれしかったと思っていたが、アダルトゲームを遊んだことや性的な演技の経験がなかったうえ、ふたなりについても全く知らなかった。この当時の事務所の社長がアダルトゲームで音響監督を務めた経験があったため、アドバイスをもらおうとしたものの、「正解の音はわかるが、どのように出しているかまではわからない」と言われてしまう。そのため、くすはらは飴や魚肉ソーセージを事務所に持ち込み、スタッフを巻き込んで試行錯誤をかさねた。

### 2012年～2017年：『夏空のペルセウス』での大ヒットとそれ以降
デビュー3年目の2012年、『夏空のペルセウス』の遠野 恋役で初めてメインヒロインを演じた。また、同作のWEBラジオ『ペルらじ』にて初めてパーソナリティを務めた。
『夏空のペルセウス』以降の2年間はあまり仕事がなく、一時は実家に帰ることも考えたが、同作の製作元であるminoriの励ましやアドバイスを受け、次第に仕事が増えていったとくすはらは2019年の「Getchu.com」内のコラムの中で振り返っている。

### 2018年～2020年
在原 七海役で出演した『RIDDLE JOKER』（2018年）では、日本国外も含めてくすはらのファンが増えたことに加え、2024年時点でもグッズが出ているなど根強い人気を持っている。
また、『月の彼方で逢いましょう』（2019年）の佐倉 雨音は、自身と生い立ちが似ていたこともあって、感情を爆発させる場面では思わず涙がこぼれてしまったと、2024年の「BugBug」とのインタビューの中で振り返っている。また、ファンディスク『月の彼方で逢いましょう SweetSummerRainbow』では雨音のイメージソングである「でんじゃらすきゅーとはっかーレインちゃん」をカバーした。

## 人物
『シンソウノイズ〜くすはらゆい&橘まおのラジオ事件簿〜』から続くDIGination関連のラジオのパーソナリティを務めており、下ネタのコーナーが多いことから「KSR（クソ 下ネタ ラジオ）」と呼ばれている。

### 演技
くすはらは2015年の「BugBug」とのインタビューの中で、幼馴染や妹系のキャラを演じることが多いが、Sキャラなどを担当するのが大好きと述べている。一方、2024年の「BugBug」とのインタビューの中では、ユーザーがきちんと好きになってくれるような女の子を演じるよう心掛けていると話している。
たとえば、『アンラベル・トリガー 』の小花衣 レイリの場合はオーディション時点の演技方針がそのまま採用されており、くすはらはオーディションが基準になると調整がしやすいと述べている。一方『恋し彩る正義爛漫』の白河 桃代の場合、キャラクター設定や絵を見た際にクールで大人びた人物だと思っていたところ、メーカーであるCUBEから「ロリ博士にしてほしい」という要望を出され、4つの演技パターンを提示したところ、メーカー側の要望に沿ったパターンが採用された。

## 出演
太字はメインヒロイン

### アダルトゲーム
2010年
- 普通じゃないッ!!（白鷺 寧々）

2011年
- Worlds and World's end -ワールズ・エンド・ワールズエンド-（中峰 夏帆）

2012年
- てにおはっ!〜女の子だってホントはえっちだよ?〜（水島 薫）
- 夏空のペルセウス（遠野 恋）

2013年
- 大図書館の羊飼い-放課後しっぽデイズ-（土岐 のぞみ）

2014年
- 12の月のイヴ（宇奈原 由紀）
- Clover Day's（結橋 泉）
- 大図書館の羊飼い -Dreaming Sheep-（土岐 のぞみ）
- 魔女こいにっき（南乃 ありす）
- G.I.B. ガールズ・イン・ブラック（墨須 澪）
- 星織ユメミライ（鳴沢 めぐる）
- サツコイ〜悠久なる恋の歌〜（白羽瀬 悠）
- 南十字星恋歌（堤 咲弥）
- ヤキモチストリーム（伊吹 恋羽）
- 恋春アドレセンス（浅羽 千冬）
- ジンコウガクエン2 アペンドセットII（軽）
- 残念な俺達の青春事情。（中丘 ちまち）
- 春風センセーション!（神薙 五十鈴）
- ココロ@ファンクション! NEO（樫山 紗織）

2015年
- 鯨神のティアスティラ（天川 湊月）
- ソレヨリノ前奏詩（姫野 永遠）
- ぜったい征服☆学園結社パニャニャンダー!!（虹羽 桜華）
- 花の野に咲くうたかたの（鵲 雫）
- なついろレシピ（早蕨 すずな）
- 円交少女 〜陸上部ゆっきーの場合〜（河原木 悠希）
- エッチでヘンタイ!ヤキモチお嬢様!!（織宮 芽瑠）
- ロリポップファクトリー（萌木 芽瑠）
- アンラッキーリバース Unlucky Re:Birth/Reverse（エリス・エレノアール）
- ここから夏のイノセンス!（蛍塚 ユノ）
- マジカル☆ディアーズ（羽衣野 真穂）

2016年
- 甘えかたは彼女なりに。（新倉 朋美）
- 恋する乙女と守護の楯〜薔薇の聖母〜（ソーニャ・カシチオール）
- はにかみCLOVER（碓氷 真希奈）
- 罪ノ光ランデヴー（椿 風香）
- 聖鍵遣いの命題（サキ・アイハラ）
- LAMUNATION!（紅星 陽菜）
- フローラル・フローラブ（朱鷺坂 七緒）
- 銀色、遥か（新見 雪月）
- 恋するお嬢様はエッチな花嫁（美朱 ひよこ）
- ユニオリズム・カルテットA3-DAYS（ティアナ・ハーフェル・ネーデルラント）
- よめがみ My Sweet Goddess!（鳴川 アイリス）
- アキウソ -The only neat thing to do-（雫・サージェント）
- Amenity's Life（藤堂 望希）
- シンソウノイズ〜受信探偵の事件簿〜（雪本 さくら）

2017年
- 彼女と俺の恋愛日常（蒼井 遙）
- 人気声優のつくりかた（永倉 小夏）
- しゅがてん! -sugarfull tempering-（古倉 める）
- 神頼みしすぎて俺の未来がヤバい。（神林 真央）
- 水葬銀貨のイストリア（汐入 玖々里）
- はにデビ ～Honey & Devil～（皇后崎 琉璃） 
- 春音アリス*グラム（凜堂 耶々）
- トリノライン（紬木 沙羅）
- 弓張月の導き雲はるか（ケイリー）
- アオイトリ（メアリー・ハーカー）
- ゆらめく心に満ちた世界で、君の夢と欲望は叶うか（高瀬 このは）
- ゴールデンアワー（名取 すず）
- 真・戀姬†夢想-革命-蒼天の霸王（糜竺）

2018年
- RIDDLE JOKER（在原 七海）
- 処女はお姉さまに恋してる 3つのきら星（茨鏡子）
- かりぐらし恋愛（新妻 ひより）
- バタフライシーカー（氷室 千歳）
- きゃらぶれーしょん！ ～乙女は恋してキャラぶれる～（伊吹 六花）
- アエリアル・ライフ（一条 乙女）
- Deep One -ディープワン- （比奈森 沙耶）
- 恋はそっと咲く花のように（琴石 伊織）
- 乙女が結ぶ月夜の煌めき（佐倉 こころ）
- 言の葉舞い散る夏の風鈴（菩提樹 仰子）
- 出会って5分は俺のもの！時間停止と不可避な運命（安部 胡桃）
- 真・戀姬†夢想-革命-孫呉の血脈（糜竺）

2019年
- 白恋サクラ*グラム（凜堂 耶々）
- 乙女騎士♥いますぐ私を抱きしめて（黒峰水純）
- さくらいろ、舞うころに(脇池 恋)
- Missing-X-Link ～天のゆりかご、伽の花～（水城 遊離、珠木 優灯)
- きまぐれテンプテーション（ロゥジィ）
- イブニクル2(ロナ・ハイライン)
- タマユラミライ (水晶石 みだり)
- 月の彼方で逢いましょう （佐倉 雨音）
- 白刃きらめく恋しらべ（月橘 姫芽）
- その日の獣には、 （池貝 舞雪）
- 同じクラスのアイドルさん。Around me is full by a celebrity.（小鳥遊 詠）
- 流星ワールドアクター（シフォン・マクドゥーガル）
- ガールズ・ブック・メイカー -幸せのリブレット-（ゲーテ）
- クロスコンチェルト（八重垣 瑠璃）
- スワローテイル -あの日、青を超えて-（五橋 紗江子）
- 恋愛、借りちゃいました（美浜 咲希）

2020年
- Secret Agent 〜騎士学園の忍びなるもの〜（雨ノ森 ゆい）
- 姫と乙女のヤキモチLOVE-きらめき夏物語！-（アリーゼ＝ヴィンエルド）
- pieces/揺り籠のカナリア（ノア）

2021年
- Secret Agent影華 ～shadow flower～（雨ノ森 ゆい）
- 流星ワールドアクター Badge & Dagger（シフォン）
- D.C.4 Plus Harmony ～ダ・カーポ4～ プラスハーモニー（常坂二乃）
- 俺の恋天使がポンコツすぎてコワ～い。（幸咲 来瑠）
- 創作彼女の恋愛公式（凪間 ゆめみ）
- クナド国記（YOU）

2022年
- D.C.4 Sweet Harmony 〜ダ・カーポ4〜 スイートハーモニー（常坂 二乃）
- アンレス・テルミナリア（学園長）
- 華は短し、踊れよ乙女（楪 小春）
- FLIP＊FLOP 〜INNOCENCE OVERCLOCK〜（泉 真亜也）

2023年
- FLIP＊FLOP 〜RAMBLING OVERRUN〜（泉真 亜也）
- 真・恋姫†英雄譚5 ～乙女耀乱☆三国志演義［魏］～（糜竺）
- 恋し彩る正義爛漫（白河 桃代）

2024年
- はじめるセカイの理想論 -goodbye world index-（神ちゃん）
- アンラベル・トリガー (小花衣 レイリ)
- リップモンスター（ヒバナ）
- きまぐれテンプテーション2 ゆうやみ廻奇譚（野々宮 花音）

2025年
- アンラベル・トリガー (小花衣 レイリ)
- DeepOne -領界侵犯-（比奈森 沙耶）
- ライムライト・レモネードジャム（礫川 美玖）

### コンシューマーゲーム
- 魔女こいにっき Dragon×Caravan（南乃 ありす）[77]
- 人気声優のつくりかた（永倉 小夏）
- 銭湯カノジョ-恋もお風呂もアツアツで-（桐江 千佳）[78]
- 白恋サクラ*グラム（2025年、凜堂 耶々）

### オンラインゲーム
- 天頂-TEPPEN（永田 奏絵、白崎 すず）
- あいりすミスティリア!〜少女のつむぐ夢の秘跡〜（ティセザーレ・ストューカ・マチュルフカ）[79]
- 天穹ノ彼方の錬星郷（皇后崎 瑠璃）
- ぼくらの放課後戦争 (長岡 未来)
- UNITIA 神託の使徒×終焉の女神（ルチア）
- あやかしランブル!(アマテラス)

### OVA
- くりぃみぃパイ1「心の道しるべ」（菅原 葵）[80]
- 円交少女 〜陸上部ゆっきーの場合〜 THE ANIMATION（河原木 悠希）[81]

### CD
- 夏空のペルセウス ドラマCD「びれっじ・がーるずとーく」（遠野 恋）
- 夏空のペルセウス ドラマCD「ひみつの夏休み」（遠野 恋）
- 夏空のペルセウス+12の月のイヴ ドラマCD「ひみつの冬休み」（遠野 恋、宇奈原 由紀）
- 12の月のイヴ サウンドドラマ「フタナリー島のクリスマス」（宇奈原 由紀）
- Clover Day's ドラマCD 『妹ラヂオ本家!? やーやーやー！ トゥルーシスターがやってくる！』（結橋 泉）
- あるらじ! そよぎと六花のRadio de ALcot de CD（アーカイブゲスト（vol.2）、録りおろしゲスト（vol.4））[82]
- ラジオCD「ほめられてのびるらじおZ」（新規録りおろしゲスト（Vol.16）、アーカイブゲスト（Vol.17））[83]
- RIDDLE JOKER キャラクターソング Vol.2「Sympathy」（在原 七海）
- RIDDLE JOKER ドラマCD ～かなりピンチな三司あやせの一日（温泉編）～（在原 七海）

### オーディオドラマ
- ダキカノ 1stシーズン Vol.3（2016年、隈川 由紀)
- タマユラミライ バイノーラルボイスドラマCD 水晶石みだり編（水晶石 みだり）
- バイノーラルドラマ センセ……進捗いかがですか?～あなたの進捗と射精を管理します～
- バイノーラルドラマ おじさまと女子校生～声には出せない秘密のカンケイ～（本城 美空）
- ティアと秘密のバニーエッチ～毎日忙しく頑張っているあなたにバニーガールなティアの甘々吐息＆癒し＆えっち♪（ティア）
- ミズ着～る（水木 ミズキ）
- 奴隷けも耳メイドとの暮らし～サクラ色の約束～（ユネ）
- RIDDLE JOKER 在原七海はお兄ちゃんとつながりたい（在原 七海）

### インターネット番組
※はインターネット配信。
- 夏空のペルセウスWebラジオ「ペルらじ」（2012年 - 2013年、ニコニコ動画※）[84]
- 12の月のイヴWebラジオ「イヴらじ」（2013年 - 2014年、ニコニコ動画※）[85]
- 【ソレヨリノ前奏詩・Webラジオ】『ソレらじ』（2015年、ニコニコ動画※）[86]
- 【罪ノ光ランデヴー・Webラジオ】『デヴらじ』（2016年、ニコニコ動画※）[87]
- フローラル・フローラブ 聖ガブリエレ学園放送部（2016年、音泉※）[88]
- ナナウィンドPresents ラジオ・アリスグラムガーデン（2016年 - 2017年、音泉※）[89]
- シンソウノイズ〜くすはらゆい&橘まおのラジオ事件簿〜（2016年 - 2017年、音泉※）[90]
  - シンソウノイズ〜くすはらゆい&橘まおのラジオ事件簿〜 2nd Season（2019年、YouTube※）[91]
  - くすはらゆい＆橘まおのMissingラジオ事件簿（2019年、YouTube※）[92]
  - シンソウノイズ～くすはらゆい＆橘まおのラジオ事件簿～ DiGination5周年記念放送（2022年、YouTube※）[93]
- 【トリノライン・Webラジオ】『ロボらじ』（2017年、ニコニコ動画※）[94]
- くっすーとウーサーのメイドインラジオ（2017年、音泉※）[95]
- ラジオの獣には…（2018年、ニコニコ動画※）[96]
- CLIP☆CRAFT☆らじお（2018年 - 、Ci-en/YouTube※）[97]第14回以降はYouTubeにて公開。[98]
- 始めたばかりの冥王様必見！くすはらゆいのあいミス解説（2020年 - 2021年、YouTube※）[99]
- くすはらゆいと花安未羽のあいミスプレイ！（2021年 - 、YouTube※）[100]
- もう始めた中級者冥王様へ！くすはらゆいのあいミス解説（2021年 - 、YouTube※）[101]
- くすはらゆい＆榎本ねむのFLIP*FLOP新翠ラジオ放送局（2022年 - 、YouTube※）[102]

### コラム
- となりのヒロインさん☆（BugBug：2015年6月号 - ）